# Scelotes
Genre
Scelotes est un genre de sauriens de la famille des Scincidae.

## Répartition
Les 23 espèces de ce genre se rencontrent en Afrique australe.

## Liste des espèces
Selon The Reptile Database (13 mai 2016) :
- Scelotes anguineus (Boulenger, 1887)
- Scelotes arenicola (Peters, 1854)
- Scelotes bidigittatus Fitzsimons, 1930
- Scelotes bipes (Linnaeus, 1766)
- Scelotes bourquini Broadley, 1994
- Scelotes caffer (Peters, 1861)
- Scelotes capensis (Smith, 1849)
- Scelotes duttoni Broadley, 1990
- Scelotes fitzsimonsi Broadley, 1994
- Scelotes gronovii (Daudin, 1802)
- Scelotes guentheri Boulenger, 1887
- Scelotes inornatus (Smith, 1849)
- Scelotes insularis Broadley, 1990
- Scelotes kasneri Fitzsimons, 1939
- Scelotes limpopoensis Fitzsimons, 1930
- Scelotes mirus (Roux, 1907)
- Scelotes montispectus Bauer, Whiting, Sadlier, 2003
- Scelotes mossambicus (Peters, 1882)
- Scelotes poensis Bocage, 1895
- Scelotes schebeni Sternfeld, 1910
- Scelotes sexlineatus (Harlan, 1824)
- Scelotes uluguruensis Barbour & Loveridge, 1928
- Scelotes vestigifer Broadley, 1994

## Publication originale
- Fitzinger, 1826 : Neue classification der reptilien nach ihren natürlichen verwandtschaften. Nebst einer verwandtschafts-tafel und einem verzeichnisse der reptilien-sammlung des K. K. zoologischen museum's zu Wien, p. 1-67 (texte intégral).